# Mary Wheeler
Mary Fanett Wheeler (Cuero, 28 de dezembro de 1938) é uma matemática estadunidense.
Conhecida por trabalhar com análise numérica de equações diferenciais parciais, incluindo métodos de decomposição do domínio.
Trabalhou na Universidade Rice, sendo atualmente diretora do Center for Subsurface Modeling do Instituto de Engenharia Computacional e Ciências da Universidade do Texas em Austin